# Подол (Нікольський район)
Подо́л (рос. Подол) — присілок у складі Нікольського району Вологодської області, Росія. Входить до складу Нікольського сільського поселення.

## Населення
Населення — 23 особи (2010; 19 у 2002).
Національний склад (станом на 2002 рік):
- росіяни — 100 %